# Ойос, Сантьяго
Сантьяго Абель Ойос (исп. Santiago Abel Hoyos; родился 3 июня 1982, Буэнос-Айрес, Аргентина) — аргентинский футболист, центральный защитник.

## Клубная карьера
Ойос — выпускник футбольной академии клуба «Ланус». 6 декабря 2000 года в матче против «Расинга» он дебютировал в аргентинской Примере. В своем первом сезоне Апертуры 2000 Сантьяго сыграл 3 матча, но уже в Клаусуре 2001 он смог завоёвывать постоянное место в основе, а также забил два гола.
Сезон 2004/05 года Ойос провёл на правах аренды в клубе «Сан-Лоренсо». Несмотря на то, что особых достижений в пору выступления за столичный клуб Сантьяго не добился, он принял участие в Южноамериканском Кубке 2004 и Кубке Либертадорес. После возвращения из аренды Сантьяго помог «Ланусу» завоевать золотые медали Апертуры 2007.
Летом 2011 года Ойос перешёл в мексиканский «Сантос Лагуна», по приглашению своего соотечественника Диего Кокки, который тренировал клуб в 2011 году. 23 июля 2011 года в матче против «Пачуки» Сантьяго дебютировал в мексиканской Примере. 5 ноября в поединке против «Атласа» Ойос забил свой первый гол за «Сантос Лагуна». В 2012 году он помог клубу выиграть чемпионат.
В начале 2013 года Сантьяго вернулся на родину, подписав контракт с клубом «Сан-Мартин». 10 февраля в матче против своего бывшего клуба «Сан-Лоренсо» он дебютировал за новую команду. Летом 2014 года Ойос перешёл в «Олл Бойз». 10 августа в матче против «Патронато» он дебютировал за новый клуб. В 2015 году контракт Сантьяго закончился и он стал свободным агентом.

## Достижения
«Ланус»
- Чемпионат Аргентины по футболу — Апертура 2007

 «Сантос Лагуна»
- Чемпионат Мексики по футболу — Клаусура 2012